# Bahnstrecke Collonges–Divonne-les-Bains
| Streckenkarte |                      |                                     |                                     |
| Streckennummer (SNCF): | 891 000              |                                     |                                     |
| Kursbuchstrecke (SNCF): | 516                  |                                     |                                     |
| Streckenlänge: | 42 km                |                                     |                                     |
| Spurweite: | 1435 mm (Normalspur) |                                     |                                     |
| Maximale Neigung: | 24 ‰                 |                                     |                                     |
| |                      |                                     |                                     |
| \| \| \| Bahnstrecke Lyon–Genève von Lyon \| \| \| \| 142,5 \| Fort-l’Écluse – Collonges \| 356 m \| \| \| \| Bahnstrecke Lyon–Genève nach Genf \| \| \| \| 143,2 \| Viaduc d’Almogne (105 m) \| Viaduc d’Almogne (105 m) \| \| \| 144,0 \| Tunnel des Iles (152 m) \| Tunnel des Iles (152 m) \| \| \| 145,1 \| Pont du Grand Echaud (126 m) \| Pont du Grand Echaud (126 m) \| \| \| 145,3 \| Tunnel du Grand Echaud (259 m) \| Tunnel du Grand Echaud (259 m) \| \| \| 146,0 \| Paradis \| Paradis \| \| \| 150,0 \| Péron – Farges \| 512 m \| \| \| 150,9 \| Pont de l’Anna (77 m) \| Pont de l’Anna (77 m) \| \| \| 153,4 \| Sous-Peyron \| Sous-Peyron \| \| \| 155,0 \| Saint-Jean-de-Gonville \| 499 m \| \| \| 156,7 \| Fénières \| 479 m \| \| \| 158,1 \| Thoiry \| 471 m \| \| \| 159,4 \| Allemogne \| 469 m \| \| \| 161,5 \| Sergy – Saint-Genis \| 456 m \| \| \| 163,5 \| Anschluss "ZA Crozet" \| Anschluss "ZA Crozet" \| \| \| 164,8 \| Flies \| Flies \| \| \| 165,7 \| Chevry \| 488 m \| \| \| 169,2 \| Échenevex \| 529 m \| \| \| 171,5 \| Cessy \| Cessy \| \| \| 172,3 \| Gex \| 589 m \| \| \| 175,5 \| Tutegny \| 530 m \| \| \| 177,4 \| Grilly \| 515 m \| \| \| 179,4 \| Arbère \| 492 m \| \| \| 180,4 \| Divonne-les-Bains \| 483 m \| \| \| 182,7 \| Vésenex \| Vésenex \| \| \| 183,6 6,0 \| Staatsgrenze Frankreich–Schweiz \| Staatsgrenze Frankreich–Schweiz \| \| \| \| Bahnstrecke Nyon–Crassier nach Nyon \| \| |                      |                                     |                                     |
| Strecke |                      | Bahnstrecke Lyon–Genève von Lyon    | Bahnstrecke Lyon–Genève von Lyon    |
| Dienststation / Betriebs- oder Güterbahnhof | 142,5                | Fort-l’Écluse – Collonges           | 356 m                               |
| Abzweig ehemals geradeaus und nach rechts |                      | Bahnstrecke Lyon–Genève nach Genf   | Bahnstrecke Lyon–Genève nach Genf   |
| Brücke (Strecke außer Betrieb) | 143,2                | Viaduc d’Almogne (105 m)            | Viaduc d’Almogne (105 m)            |
| Tunnel (Strecke außer Betrieb) | 144,0                | Tunnel des Iles (152 m)             | Tunnel des Iles (152 m)             |
| Brücke über Wasserlauf (Strecke außer Betrieb) | 145,1                | Pont du Grand Echaud (126 m)        | Pont du Grand Echaud (126 m)        |
| Tunnel (Strecke außer Betrieb) | 145,3                | Tunnel du Grand Echaud (259 m)      | Tunnel du Grand Echaud (259 m)      |
| Haltepunkt / Haltestelle (Strecke außer Betrieb) | 146,0                | Paradis                             | Paradis                             |
| Bahnhof (Strecke außer Betrieb) | 150,0                | Péron – Farges                      | 512 m                               |
| Brücke (Strecke außer Betrieb) | 150,9                | Pont de l’Anna (77 m)               | Pont de l’Anna (77 m)               |
| Haltepunkt / Haltestelle (Strecke außer Betrieb) | 153,4                | Sous-Peyron                         | Sous-Peyron                         |
| Bahnhof (Strecke außer Betrieb) | 155,0                | Saint-Jean-de-Gonville              | 499 m                               |
| Haltepunkt / Haltestelle (Strecke außer Betrieb) | 156,7                | Fénières                            | 479 m                               |
| Bahnhof (Strecke außer Betrieb) | 158,1                | Thoiry                              | 471 m                               |
| Haltepunkt / Haltestelle (Strecke außer Betrieb) | 159,4                | Allemogne                           | 469 m                               |
| Bahnhof (Strecke außer Betrieb) | 161,5                | Sergy – Saint-Genis                 | 456 m                               |
| Blockstelle (Strecke außer Betrieb) | 163,5                | Anschluss "ZA Crozet"               | Anschluss "ZA Crozet"               |
| Haltepunkt / Haltestelle (Strecke außer Betrieb) | 164,8                | Flies                               | Flies                               |
| Bahnhof (Strecke außer Betrieb) | 165,7                | Chevry                              | 488 m                               |
| Haltepunkt / Haltestelle (Strecke außer Betrieb) | 169,2                | Échenevex                           | 529 m                               |
| Haltepunkt / Haltestelle (Strecke außer Betrieb) | 171,5                | Cessy                               | Cessy                               |
| Bahnhof (Strecke außer Betrieb) | 172,3                | Gex                                 | 589 m                               |
| Haltepunkt / Haltestelle (Strecke außer Betrieb) | 175,5                | Tutegny                             | 530 m                               |
| Haltepunkt / Haltestelle (Strecke außer Betrieb) | 177,4                | Grilly                              | 515 m                               |
| Haltepunkt / Haltestelle (Strecke außer Betrieb) | 179,4                | Arbère                              | 492 m                               |
| Bahnhof (Strecke außer Betrieb) | 180,4                | Divonne-les-Bains                   | 483 m                               |
| Haltepunkt / Haltestelle (Strecke außer Betrieb) | 182,7                | Vésenex                             | Vésenex                             |
| Grenze (Strecke außer Betrieb) | 183,6 6,0            | Staatsgrenze Frankreich–Schweiz     | Staatsgrenze Frankreich–Schweiz     |
| Strecke (außer Betrieb) |                      | Bahnstrecke Nyon–Crassier nach Nyon | Bahnstrecke Nyon–Crassier nach Nyon |

Die Bahnstrecke Collonges–Divonne-les-Bains ist eine französische Nebenbahn, die Collonges mit Divonne-les-Bains verband. Die Inbetriebnahme fand am 1. Juni 1899 statt. Auf der Strecke verkehren aktuell keine Züge mehr. Von Divonne-les-Bains aus führte die Bahnstrecke Nyon–Crassier weiter nach Nyon in der Schweiz.

## Geschichte

### Bau und Inbetriebnahme
Das Gesetz des 17. Juli 1879 (Freycinet-Plan), das den Bau von 181 Eisenbahnstrecken in Frankreich vorsah, enthält als Nr. 121 die Strecke nach Gex und Divonne abzweigend von der Bahnstrecke Lyon–Genève.

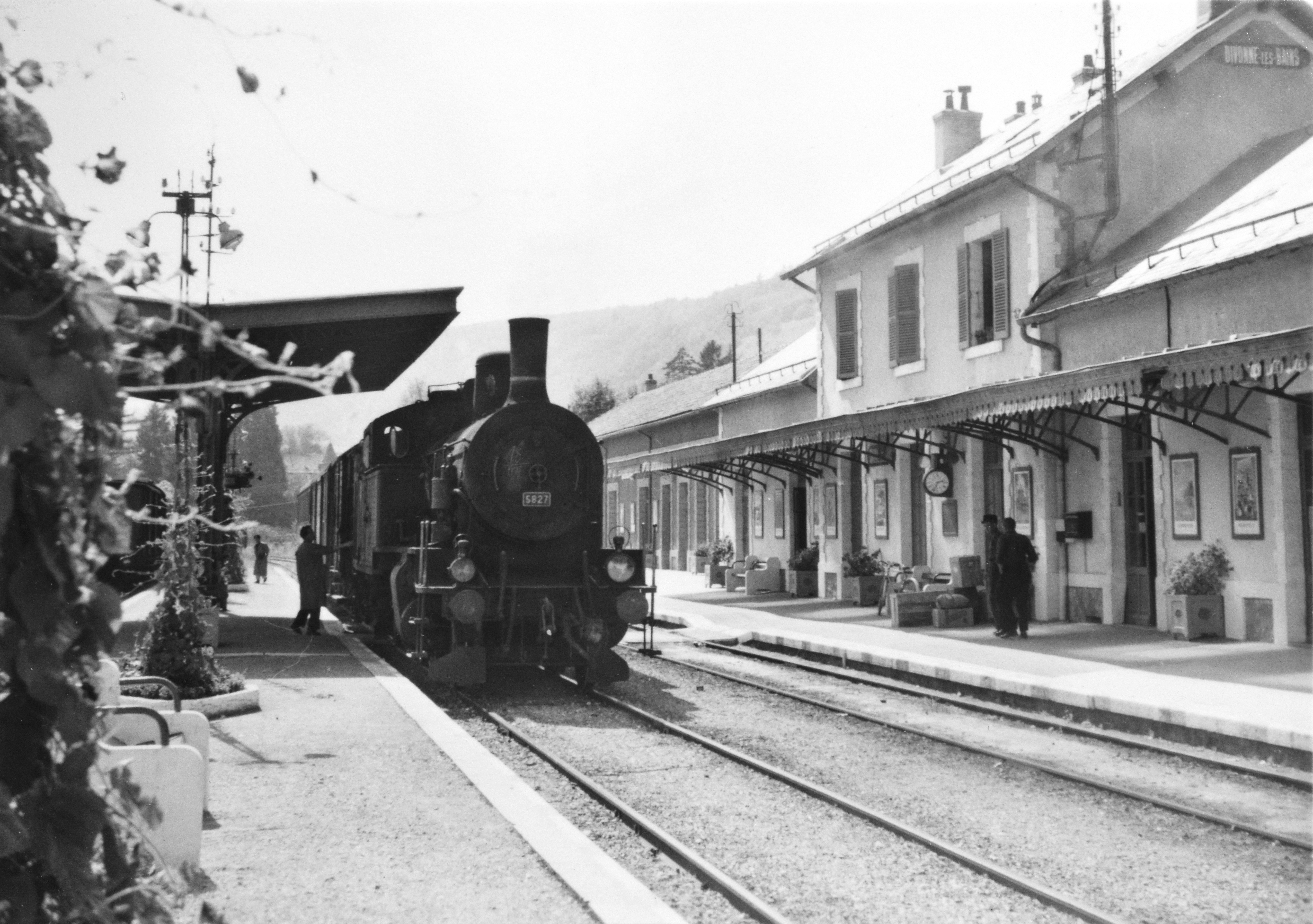
Bahnhof Divonne-les-Bains (1961)

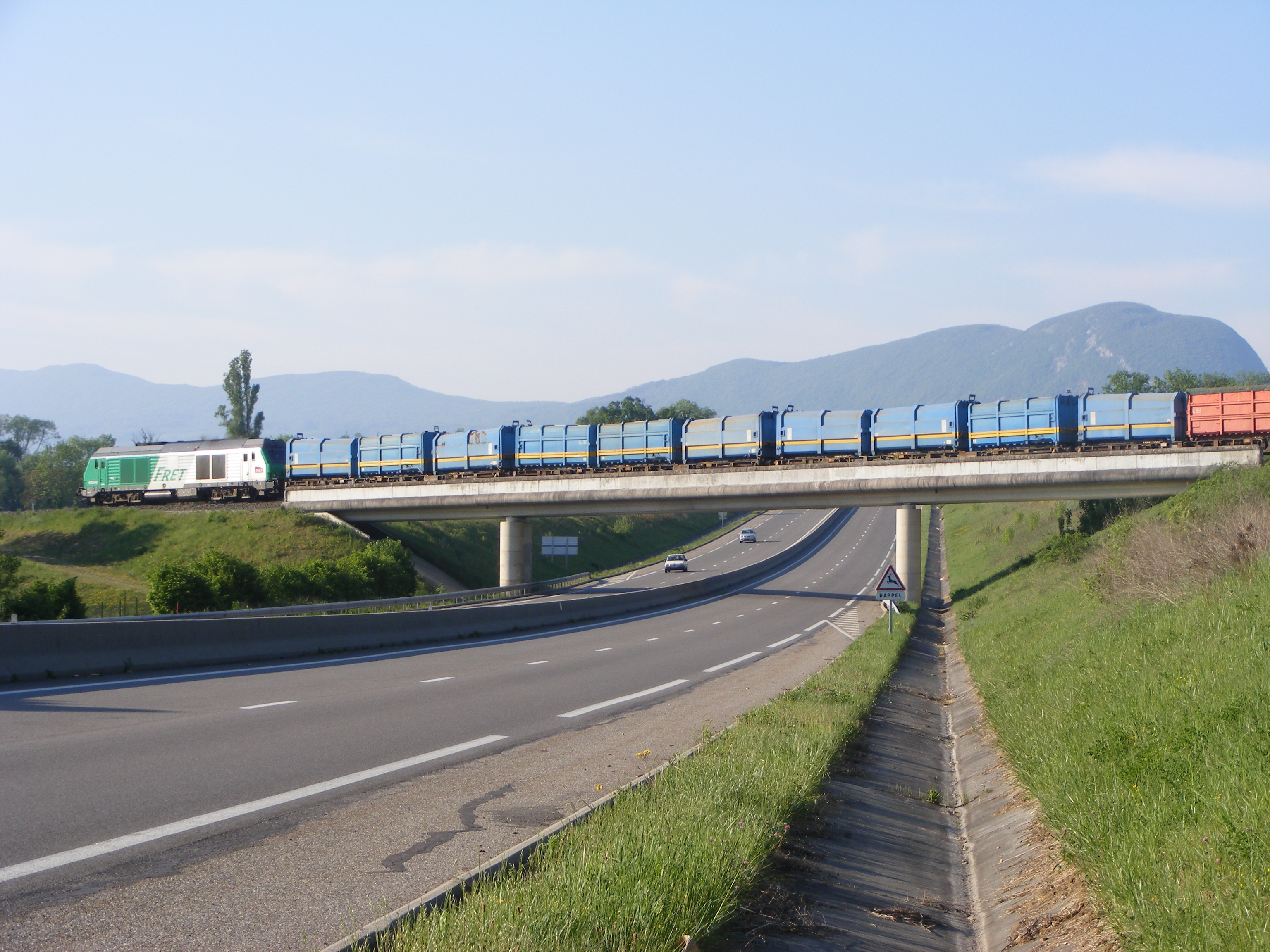
Güterzug auf der Brücke über die D 884 (2011)

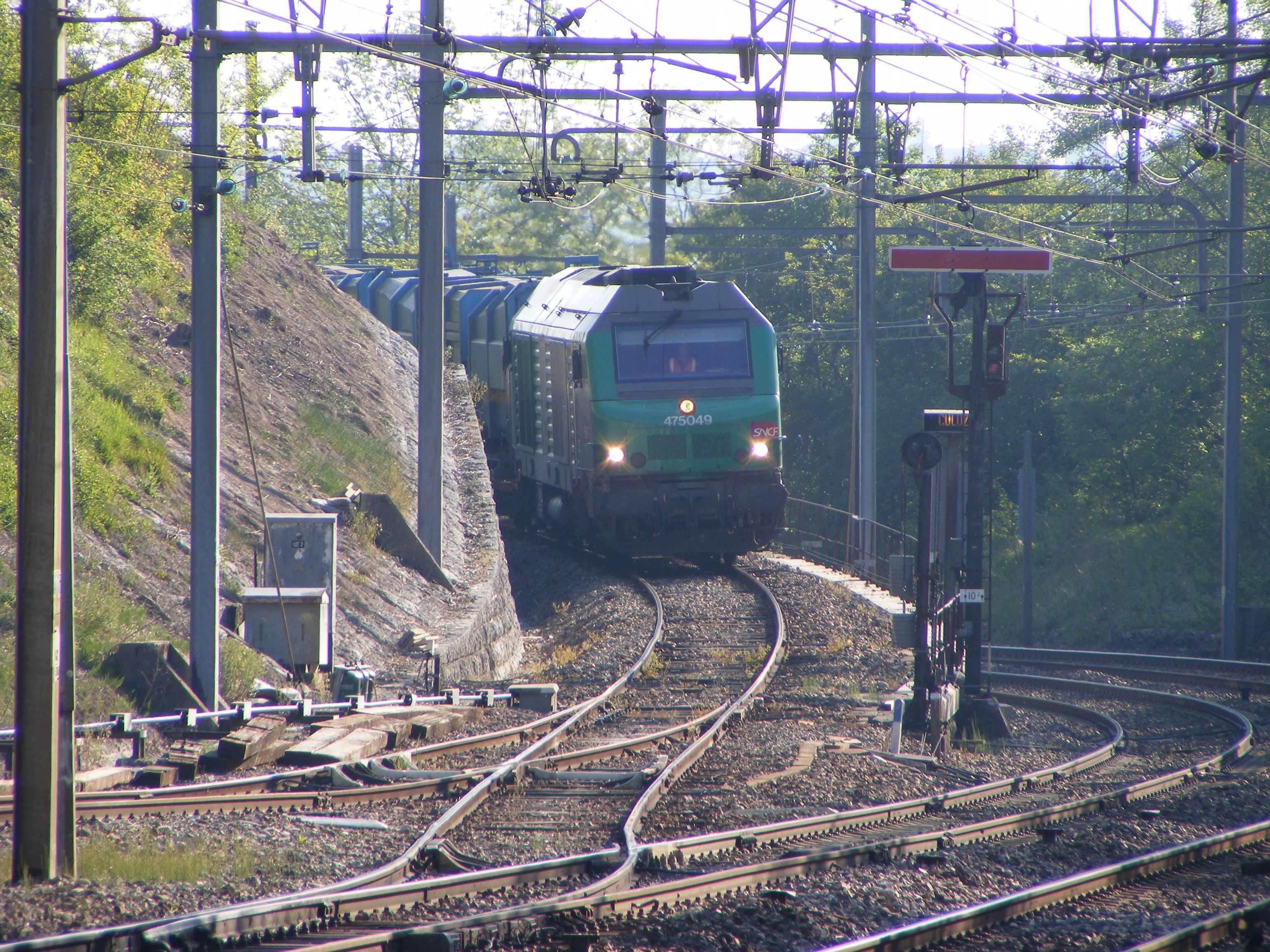
Müllzug hinter einer BB 75000 bei der Einfahrt in den Bahnhof Fort-l’Écluse – Collonges (2011)

Die "Déclaration d'utilité publique" der Eisenbahnstrecke von Collonges nach Divonne erfolgte am 7. Januar 1881. Die Konzession wurde am 2. August 1886 der Compagnie des chemins de fer de Paris à Lyon et à la Méditerranée (PLM) zugeteilt. Die PLM eröffnete die Strecke am 1. Juni 1899.
Die Verbindung mit der Bahnstrecke Nyon–Crassier, wofür die PLM ebenfalls die Konzession erhielt, wurde am 24. Juli 1903 als gemeinnützig erklärt. Dieser 3 km lange Streckenabschnitt in Richtung Nyon ging am 3. November 1905 in Betrieb. Ein internationales Übereinkommen, welches am 16. Dezember 1908 unterzeichnet wurde, regelte den Betrieb auf der grenzüberschreitenden Strecke.

### Niedergang und Betriebseinstellung
Der Streckenabschnitt von Divonne-les-Bains bis zur Grenze musste am 29. September 1962 für jeglichen Verkehr geschlossen werden, da er dem Bau der Autobahn A1 im Weg stand.
Ab den 1960er-Jahren kamen im Personenverkehr X 3800-Dieseltriebwagen zum Einsatz. Im Jahr 1979 benutzen nur noch 42000 Fahrgäste den Zug. Daraufhin wurde am 31. Mai 1980 der Personenverkehr nach Divonne-les-Bains eingestellt und eine parallele Buslinie eingerichtet.
Der letzte Güterzug nach Divonne-les-Bains verkehrte um 1985. Im Jahr 1990 wurde der Schienenstrang kurz hinter Gex unterbrochen und der Streckenabschnitt Gex–Divonne-les-Bains unbefahrbar. Im Jahr 1998 erreichte der letzte Güterzug den Bahnhof Gex. Der Abschnitt Chevry–Gex wurde 1999 für jeglichen Zugverkehr gesperrt. Anfang des 21. Jahrhunderts wurden einige Wagen für ein Feuerwehrmuseum nach Gex gefahren.
Bis ins Jahr 2014 verkehrten bis zum Anschluss Crozet Güterzüge, um den Hausmüll von dort nach Bellegarde zu bringen. Dieser Verkehr wurde von der SNCF erbracht, und zum Einsatz kamen Lokomotiven der Baureihen BB 67300 und BB 75000. Dieser Verkehr musste am 30. April 2014 eingestellt werden, da nach Angaben von Réseau Ferré de France (heute SNCF Réseau) der Unterhalt der Strecke zu teuer ist. Zuletzt wurden täglich 80 bis 100 Tonnen Müll auf der Schiene transportiert. Es wären Modernisierungsarbeiten in Höhe von 10 Millionen Euro zu tätigen gewesen.

## Heutiger Zustand
Der Abschnitt von Collonges bis nach Crozet ist überwiegend noch erhalten, aber befindet sich in einem schlechten Zustand. Zwischen den Bahnübergängen 15 und 16 auf dem Abschnitt zwischen Saint-Jean-de-Gonville und Fénières wurde im Frühjahr 2019 mit dem Abbau der Schienen und Schwellen begonnen.
In Chevry sperrt ein Prellbock die weitere Strecke ab, und an einigen Bahnübergängen wurden die Gleise bei Straßenerneuerungen entfernt. Von Chevry bis Divonne-les-Bains ist die Strecke überwuchert. Kurz vor dem Bahnhof Gex wurde die Brücke über die D1005 aus ihren Widerlagern gehoben und auf den Gleisen abgelegt. Auf einigen Streckenabschnitten zwischen Gex und Divonne-les-Bains wurden die Gleise abgebaut, um einen Radweg auf dem Trassee zu erstellen.

## Bemühungen zur Reaktivierung
Ein Verein bemüht sich um die Reaktivierung der Strecke. Es werden verschiedene Varianten vorgeschlagen: eine davon sieht die Einbindung der Strecke in das S-Bahnnetz Genf vor. Dazu soll zwischen Sergy und Meyrin eine Neubaustrecke entstehen.